# 구러우구 (쉬저우시)

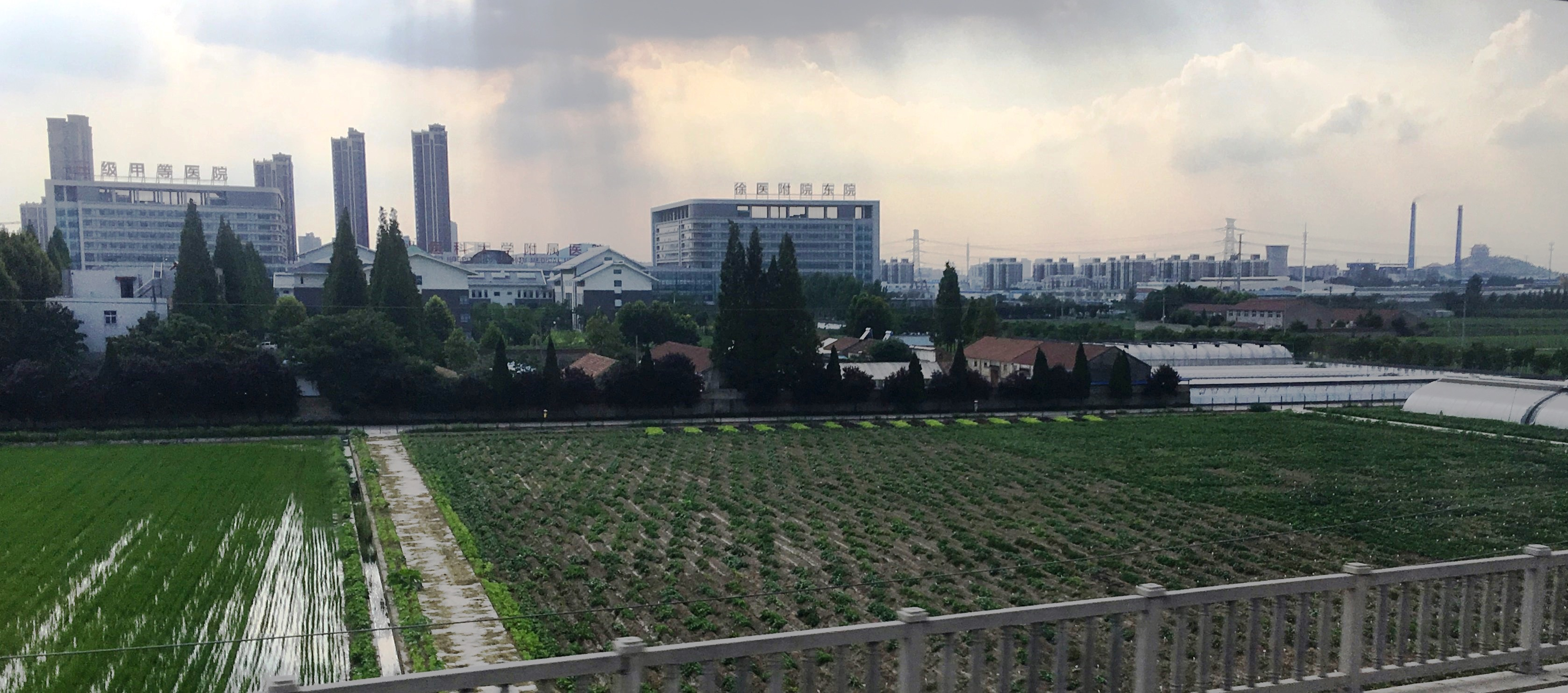

구러우구(한국어: 고루구, 중국어: 鼓楼区, 병음: Gǔlóu Qū)는 중화인민공화국 장쑤성 쉬저우 시의 현급 행정구역이다. 넓이는 212km2이고, 인구는 2007년 기준으로 420,000명이다.

## 행정 구역
9개 가도, 1개 진을 관할한다.
- 가도: 黄楼街道, 丰财街道, 琵琶街道, 牌楼街道, 铜沛街道, 环城街道, 金山桥街道, 东环街道, 大黄山街道.
- 진: 庙山镇.